# Jelina Zverava
Jelina Zverava (vitryska: Эліна Аляксандраўна Зверава, Jelina Aljaksandraŭna Zverava), född 16 november 1960, Dolgoprudnyj, Ryska SSR, Sovjetunionen är en vitrysk friidrottare (diskuskastare).
Zveravas första mästerskap var Olympiska sommarspelen 1988 i Seoul där hon slutade på femte plats. Samma år noterade hon sitt personliga rekord på 71,58 noterat 1988 vid en tävling i Leningrad. Hon deltog även vid VM 1991 där hon slutade på nionde plats. Hennes första mästerskapsmedalj kom vid EM 1994 i Helsingfors där hon slutade på andra plats. 
Vid VM 1995 i Göteborg kastade hon 68,64 vilket räckte till guld. Vid VM två år senare blev hon silvermedalör efter Beatrice Faumuina. Zverava vann OS-finalen 2000 i Sydney med ett kast på 68,40.
Året efter vid VM i Edmonton tog hon sitt andra guld, egentligen slutade Zverava tvåa i Edmonton men ryskan Natalja Sadova blev av med sitt guld på grund av dopning. Vid Olympiska sommarspelen 2004 i Aten tog hon sig inte vidare till finalen och efter att inte ha deltagit vid flera mästerskap var hon tillbaka till EM i Göteborg 2006 där hon blev sexa. Samma resultat nådde hon vid olympiska sommarspelen 2008 i Peking.